# I Rugrats (serie televisiva 2021)
I Rugrats è una serie televisiva d'animazione creata da Arlene Klasky, Gabor Csupo e Paul Germain, remake della serie animata originale del periodo 1991-2004. È la seconda serie animata Nickelodeon creata per il servizio in streaming Paramount+. La serie è prodotta dalla Klasky Csupo e Nickelodeon Animation Studios e distribuita da Paramount Television Studios.
La serie viene trasmessa per la prima volta il 27 maggio 2021 su Paramount+, mentre in Italia arriva il 6 ottobre 2022, sempre su Paramount+, e in TV dal 7 ottobre su Nickelodeon.
Gli ultimi episodi vennero trasmessi su Nicktoons dal 14 marzo 2024 e il 28 marzo dello stesso anno la serie è stata rimossa da Paramount+ come parte di una decisione strategica della compagnia.

## Trama
Come nell'originale, la serie si concentra sulle esperienze di un bambino coraggioso e avventuroso di un anno di nome Tommy Pickles e del suo gruppo di compagni di giochi, composto da neonati e bambini piccoli.

## Episodi
| Stagione         | Episodi | Prima TV USA | Prima TV Italia |
| ---------------- | ------- | ------------ | --------------- |
| Prima stagione   | 24      | 2021-2022    | 2022            |
| Seconda stagione | 21      | 2023-2024    | 2023            |

## Personaggi e interpreti
Sia nella versione originale che nella versione italiana, almeno per quanto riguarda i cinque Rugrats, sono presenti gli stessi doppiatori della serie originale del 1991.

### Personaggi principali
- Tommy Pickles (stagioni 1-2), doppiato originalmente da Elizabeth Daily e in italiano da Maura Cenciarelli
- Angelica Pickles (stagioni 1-2), doppiata originalmente da Cheryl Chase e in italiano da Monica Ward
- Chuckie Finster (stagioni 1-2), doppiato originalmente da Nancy Cartwright e in italiano da Tatiana Dessi
- Phil DeVille (stagioni 1-2), doppiato originalmente da Kath Soucie e in italiano da Paola Majano
- Lil DeVille (stagioni 1-2), doppiato originalmente da Kath Soucie e in italiano da Ilaria Latini

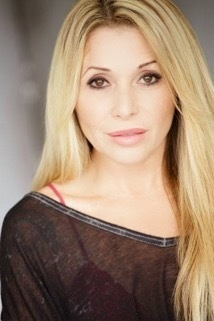
Elizabeth Daily, doppiatrice di Tommy Pickles
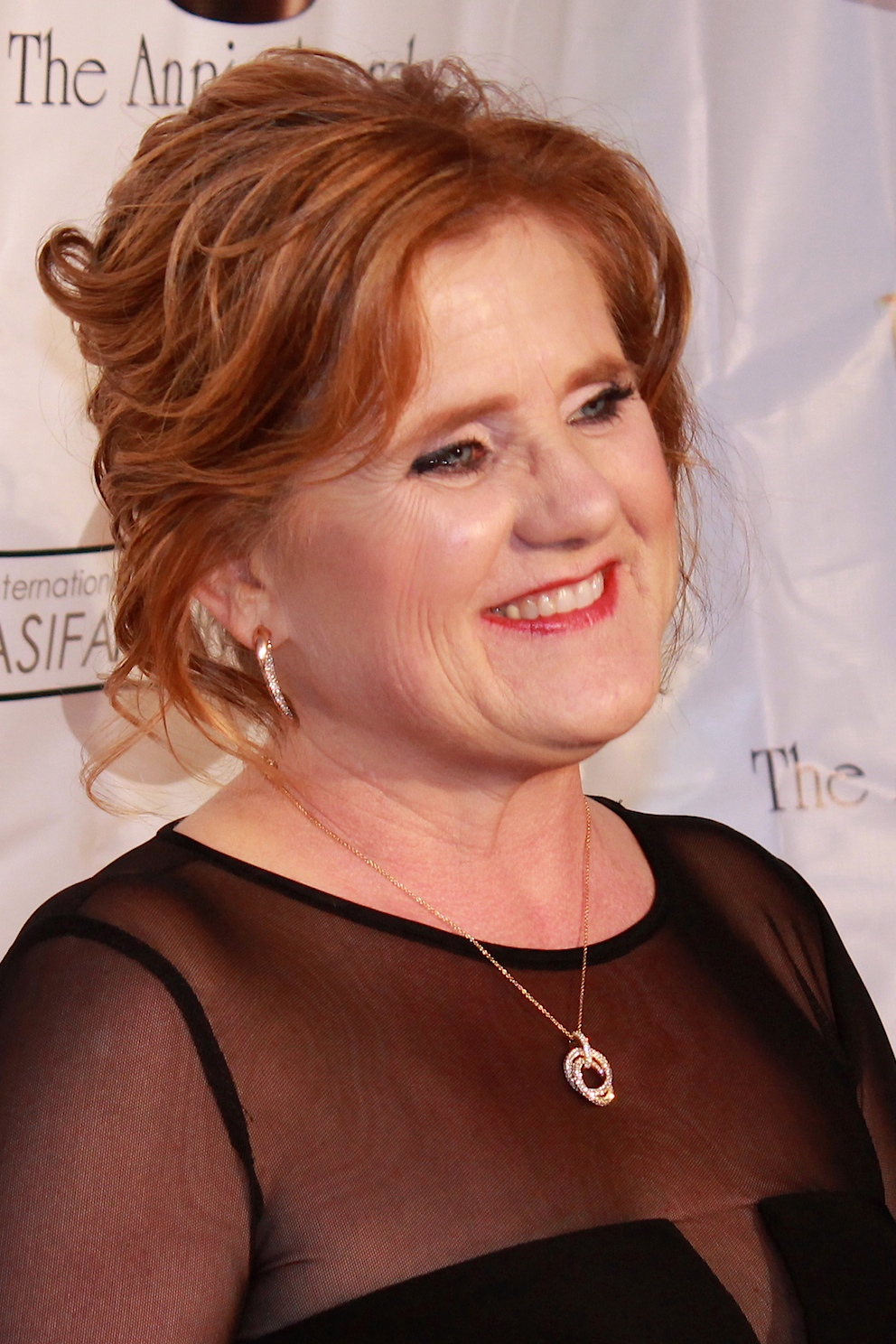
Nancy Cartwright, doppiatrice di Chuckie Finster

### Guest star
- Lady De-Clutter (stagione 1), doppiata originalmente da Jameela Jamil

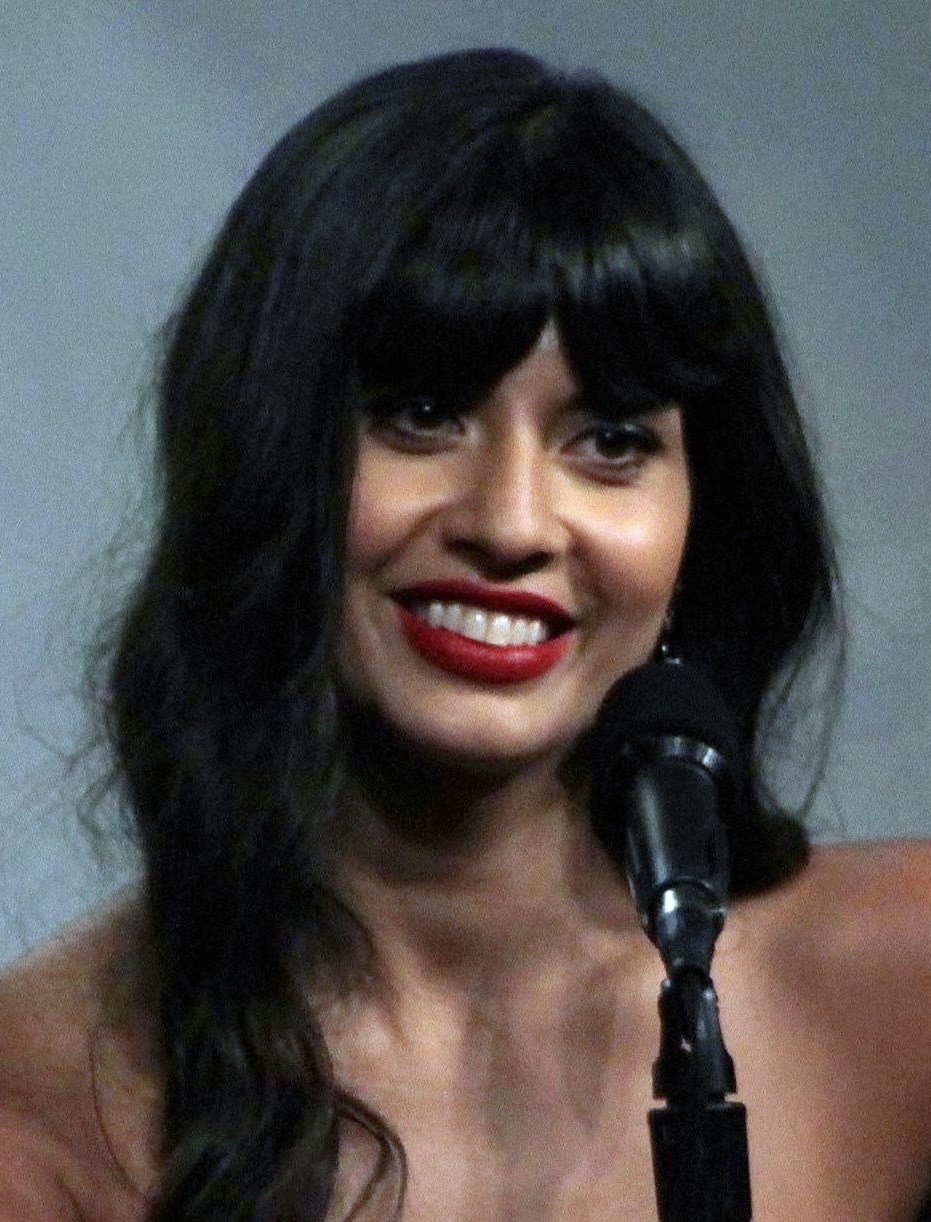
Jameela Jamil, doppiatrice di Lady De-Clutter

## Produzione
Dopo alcune indiscrezioni negli anni precedenti, a metà luglio 2018, è stato annunciato che Nickelodeon aveva dato ordine di produrre un remake di 26 episodi della serie, prodotto da Klasky, Csupó e Germain. Nel maggio 2020 è stato annunciato che la serie sarebbe stata posticipata al 2021.
Il 21 settembre 2021, la serie è stata rinnovata per una seconda stagione di 13 episodi.

## Distribuzione
Alla fine di febbraio 2021, è stato annunciato che la serie sarebbe stata presentata in anteprima su Paramount+ nella tarda primavera dello stesso anno. L'anteprima è stata trasmessa su Paramount+ il 27 maggio 2021 ed è andata in onda su Nickelodeon il 20 agosto 2021. Un secondo lotto di episodi è stato rilasciato il 7 ottobre 2021. Le regolari trasmissioni di Nickelodeon sono iniziate il 25 febbraio 2022.